# Coppa Italia di Serie A2 2023-2024 (pallavolo maschile)
La Coppa Italia di Serie A2 2023-2024 si è svolta dal 13 aprile al 12 maggio 2024: al torneo hanno partecipato dodici squadre di club italiane e la vittoria finale è andata per la prima volta all'Atlantide Brescia.

## Formula
La formula ha previsto:
- Ottavi di finale, disputati al meglio di due vittorie su tre gare;
- Quarti di finale, disputati con gare di andata e ritorno (coi punteggi di 3-0 e 3-1 sono stati assegnati 3 punti alla squadra vincente e 0 a quella perdente, col punteggio di 3-2 sono stati assegnati 2 punti alla squadra vincente e 1 a quella perdente; in caso di parità di punti dopo le due partite è stato disputato un golden set);
- Semifinali e finale, in gara unica.

## Squadre partecipanti
| Squadra           | Qualificazione  |
| ----------------- | --------------- |
| Atlantide Brescia | 6ª in Serie A2  |
| Cuneo             | 2ª in Serie A2  |
| Emma Villas       | 3ª in Serie A2  |
| Libertas Brianza  | 9ª in Serie A2  |
| Lupi Santa Croce  | 8ª in Serie A2  |
| M&G               | 1ª in Serie A2  |
| Virtus Aversa     | 10ª in Serie A2 |
| Pineto            | 12ª in Serie A2 |
| Porto Robur Costa | 4ª in Serie A2  |
| Porto Viro        | 7ª in Serie A2  |
| Prata             | 5ª in Serie A2  |
| Tricolore         | 11ª in Serie A2 |

## Torneo

### Tabellone
|  | Ottavi di finale | Ottavi di finale  | Ottavi di finale | Ottavi di finale | Ottavi di finale |  |  | Quarti di finale | Quarti di finale  | Quarti di finale | Quarti di finale  |   |  | Semifinali | Semifinali        | Semifinali |                   |   | Finale | Finale | Finale |  |
|  |                  |                   |                  |                  |                  |  |  |                  |                   |                  |                   |   |  |            |                   |            |                   |   |        |        |        |  |
|  |                  |                   |                  |                  |                  |  |  | 1                | M&G               | 3                | 3                 |   |  |            |                   |            |                   |   |        |        |        |  |
|  | 8                | Lupi Santa Croce  | 2                | 2                |                  |  |  | 9                | Libertas Brianza  | 1                | 1                 |   |  |            |                   |            |                   |   |        |        |        |  |
|  | 9                | Libertas Brianza  | 3                | 3                |                  |  |  |                  |                   |                  |                   |   |  | 1          | M&G               | 0          |                   |   |        |        |        |  |
|  |                  |                   |                  |                  |                  |  |  |                  |                   | 4                | Porto Robur Costa | 3 |  |            |                   |            |                   |   |        |        |        |  |
|  |                  |                   |                  |                  |                  |  |  | 4                | Porto Robur Costa | 3                | 3                 |   |  |            |                   |            |                   |   |        |        |        |  |
|  | 5                | Prata             | 3                | 3                |                  |  |  | 5                | Prata             | 1                | 1                 |   |  |            |                   |            |                   |   |        |        |        |  |
|  | 10               | Virtus Aversa     | 0                | 1                |                  |  |  |                  |                   |                  |                   |   |  | 4          | Porto Robur Costa | 0          |                   |   |        |        |        |  |
|  |                  |                   |                  |                  |                  |  |  |                  |                   |                  |                   |   |  |            |                   | 6          | Atlantide Brescia | 3 |        |        |        |  |
|  |                  |                   |                  |                  |                  |  |  | 7                | Porto Viro        | 3                | 3                 |   |  |            |                   |            |                   |   |        |        |        |  |
|  | 2                | Cuneo             | 3                | 3                |                  |  |  | 2                | Cuneo             | 1                | 1                 |   |  |            |                   |            |                   |   |        |        |        |  |
|  | 12               | Pineto            | 0                | 0                |                  |  |  |                  |                   |                  |                   |   |  | 7          | Porto Viro        | 1          |                   |   |        |        |        |  |
|  |                  |                   |                  |                  |                  |  |  |                  |                   | 6                | Atlantide Brescia | 3 |  |            |                   |            |                   |   |        |        |        |  |
|  |                  |                   |                  |                  |                  |  |  | 3                | Emma Villas       | 2                | 1                 |   |  |            |                   |            |                   |   |        |        |        |  |
|  | 6                | Atlantide Brescia | 3                | 1                | 3                |  |  | 6                | Atlantide Brescia | 3                | 3                 |   |  |            |                   |            |                   |   |        |        |        |  |
|  | 11               | Tricolore         | 0                | 3                | 1                |  |  |                  |                   |                  |                   |   |  |            |                   |            |                   |   |        |        |        |  |

### Risultati

#### Ottavi di finale

##### Gara 1
| 14 aprile 2024 PalaParenti, Santa Croce sull'Arno Durata: 2h:00 - Spettatori: | Lupi Santa Croce  | 2 - 3 | Libertas Brianza | 25-16, 25-22, 23-25, 19-25, 10-15 |
| 13 aprile 2024 PalaCrisafulli, Pordenone Durata: 1h:12 - Spettatori: 675      | Prata             | 3 - 0 | Virtus Aversa    | 25-13, 25-22, 25-21               |
| 14 aprile 2024 PalaCastagnaretta, Cuneo Durata: 1h:24 - Spettatori: 649       | Cuneo             | 3 - 0 | Pineto           | 25-16, 25-23, 25-22               |
| 14 aprile 2024 PalaSanFilippo, Brescia Durata: 1h:12 - Spettatori: 537        | Atlantide Brescia | 3 - 0 | Tricolore        | 25-18, 25-23, 25-17               |

##### Gara 2
| 21 aprile 2024 PalaFrancescucci, Casnate con Bernate Durata: 2h:11 - Spettatori: 413 | Libertas Brianza | 3 - 2 | Lupi Santa Croce  | 25-23, 24-26, 25-18, 19-25, 16-14 |
| 21 aprile 2024 PalaJacazzi, Aversa Durata: 1h:18 - Spettatori: 667                   | Virtus Aversa    | 1 - 3 | Prata             | 25-22, 14-25, 24-26, 20-25        |
| 20 aprile 2024 Pala Santa Maria, Pineto Durata: 1h:18 - Spettatori:                  | Pineto           | 0 - 3 | Cuneo             | 15-25, 20-25, 19-25               |
| 21 aprile 2024 PalaBigi, Reggio Emilia Durata: 1h:36 - Spettatori: 323               | Tricolore        | 3 - 1 | Atlantide Brescia | 24-26, 25-23, 25-22, 25-20        |

##### Gara 3
| 28 aprile 2024 PalaSanFilippo, Brescia Durata: 1h:37 - Spettatori: 500 | Atlantide Brescia | 3 - 1 | Tricolore | 25-15, 25-18, 22-25, 25-21 |

#### Quarti di finale

##### Andata
| 1º maggio 2024 PalaFrancescucci, Casnate con Bernate Durata: 1h:58 - Spettatori: | Libertas Brianza  | 1 - 3 | M&G               | 26-24, 16-25, 19-25, 25-27        |
| 1º maggio 2024 PalaCrisafulli, Pordenone Durata: 1h:47 - Spettatori:             | Prata             | 1 - 3 | Porto Robur Costa | 25-20, 22-25, 20-25, 12-25        |
| 1º maggio 2024 Palazzetto dello Sport, Porto Viro Durata: 1h:40 - Spettatori:    | Porto Viro        | 3 - 1 | Cuneo             | 22-25, 25-16, 25-20, 25-18        |
| 1º maggio 2024 PalaSanFilippo, Brescia Durata: 2h:07 - Spettatori: 740           | Atlantide Brescia | 3 - 2 | Emma Villas       | 25-18, 21-25, 25-22, 19-25, 15-10 |

##### Ritorno
| 5 maggio 2024 Palasport Grottazzolina, Grottazzolina Durata: 1h:30 - Spettatori: | M&G               | 3 - 1 | Libertas Brianza  | 22-25, 25-15, 25-17, 25-19 |
| 5 maggio 2024 PalaDeAndré, Ravenna Durata: 1h:37 - Spettatori: 571               | Porto Robur Costa | 3 - 1 | Prata             | 25-16, 26-24, 20-25, 25-17 |
| 5 maggio 2024 PalaCastagnaretta, Cuneo Durata: 1h:31 - Spettatori: 968           | Cuneo             | 1 - 3 | Porto Viro        | 20-25, 25-17, 18-25, 18-25 |
| 5 maggio 2024 PalaMensSana, Siena Durata: 1h:48 - Spettatori: 534                | Emma Villas       | 1 - 3 | Atlantide Brescia | 18-25, 22-25, 25-19, 21-25 |

#### Semifinali
| 11 maggio 2024 PalaCastagnaretta, Cuneo Durata: 1h:22 - Spettatori: | M&G               | 0 - 3 | Porto Robur Costa | 18-25, 22-25, 22-25        |
| 11 maggio 2024 PalaCastagnaretta, Cuneo Durata: 1h:49 - Spettatori: | Atlantide Brescia | 3 - 1 | Porto Viro        | 25-20, 15-25, 27-25, 25-19 |

#### Finale
| 12 maggio 2024 PalaCastagnaretta, Cuneo Durata: 1h:25 - Spettatori: | Porto Robur Costa | 0 - 3 | Atlantide Brescia | 23-25, 20-25, 18-25 |